# Contaminació de la mar Mediterrània

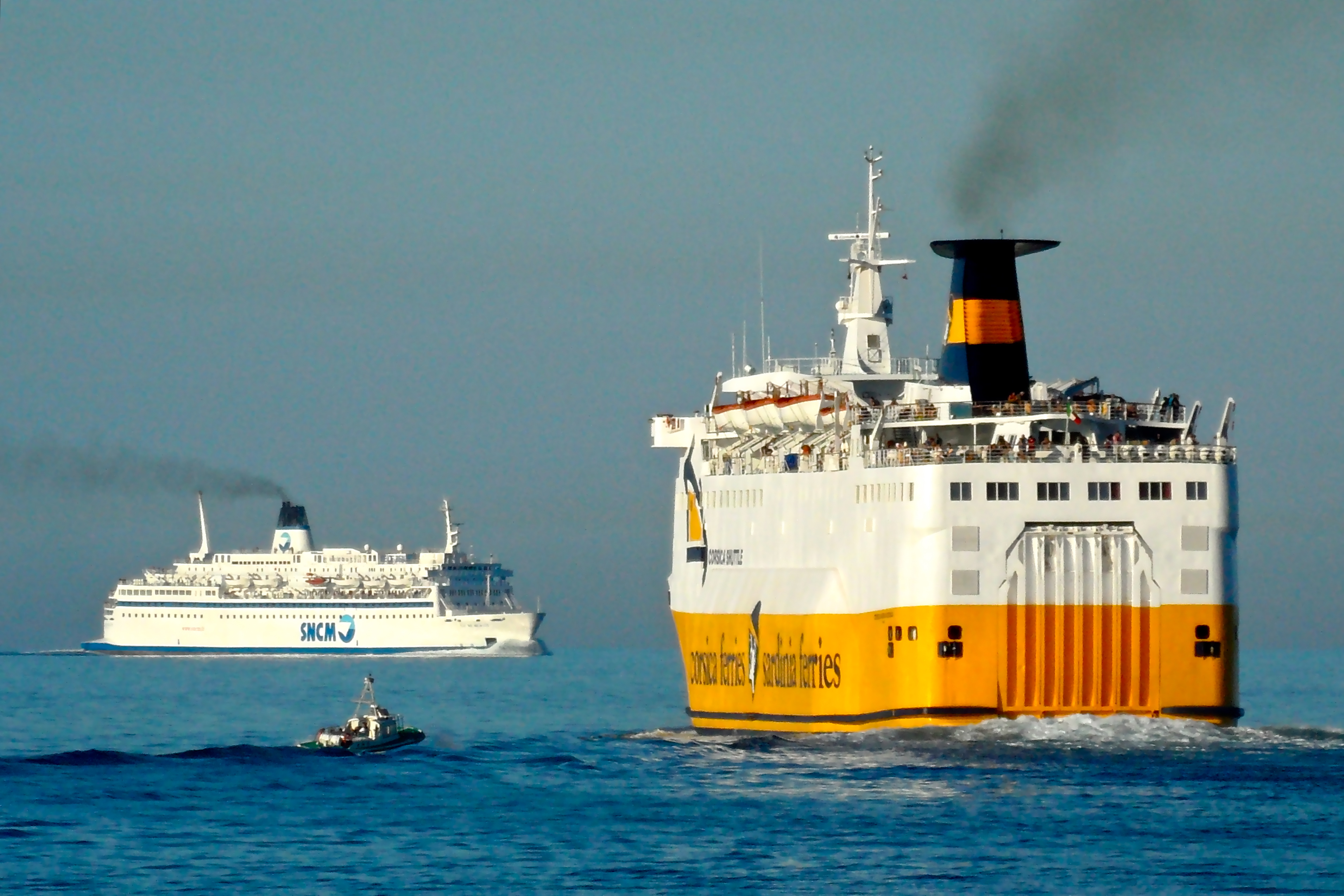
Vaixells prop de Bastia (Còrsega)

La contaminació de la mar Mediterrània és la contaminació marina que ocorre a la mar Mediterrània.

## Contaminació de l'aigua
La contaminació de l'aigua és l'alteració de la seua qualitat natural, a causa en part o per complet de l'acció humana, que no la fa adequada per a l'ús a què es destina. Els rius, mars i llacs repleguen, des de temps immemorials, els fems produïts pels éssers humans.
El cicle natural de l'aigua té una gran capacitat de purificació però aquesta capacitat de regeneració de l'aigua, i la seua aparent abundància, fa que siga l'abocador en què aboquem els residus produïts per les activitats humanes: Pesticides, desfets químics, metalls pesants, residus radioactius, etc. es troben en quantitats majors o menors, en analitzar les aigües dels més remots racons del món. Moltes aigües estan contaminades fins al punt de fer-les perilloses per la vida.
La degradació de les aigües existeix des de fa molt de temps i, en alguns llocs, hi ha nivells alts de contaminació des de fa segles, però ha sigut en aquest segle quan s'ha estés aquest problema a rius i mars de tot el món. Primer van ser els rius, les zones portuàries de les grans ciutats i les zones industrials les que es van convertir en femers, carregats de productes químics, escumes i tota classe de contaminants. Amb la industrialització i amb el desenvolupament, a la vegada que en països desenvolupats en produïen importants millores.

## Contaminació de la Mediterrània
La mar és el punt final on arriben tots els abocaments de residus que generen les nostres ciutats i pobles, amb les indústries, clavegueres, etc. Una mar tan tancada com la Mediterrània disposa d'una aixeta, l'estret de Gibraltar, més les pluges i els rius que hi desemboquen, per poder renovar les aigües.
La Mediterrània és un ecosistema marí que està perdent la seua biodiversitat a conseqüència de l'abocament de determinades substàncies que poden arribar a convertir el seu llit en un ambient inhòspit per a les espècies que l'habiten.

### Turisme massiu, ports i habitatges
Per la seua bellesa natural, la Mediterrània és una de les primeres destinacions turístiques del món. A les seues costes viuen més de cent trenta milions de persones, fet que ha produït un augment important en la construcció de les seues vores. Només ens cal observar fotos antigues d'algunes platges i veure com ha canviat el paisatge en tots els seus aspectes.

### Petroli
Actualment, l'abocament de petroli a la Mediterrània està prohibit, però encara molts petroliers retenen els seus dipòsits amb aigua de la mar o la carreguen com a llast. També, encara que no són freqüents, continua havent-hi accidents amb vessaments de petroli. Açò produeix un enverinament de l'hàbitat marí que ha afectat tant el plàncton com els peixos més desenvolupats. Fins i tot les aus aquàtiques, en intentar netejar el seu plomatge, s'intoxiquen.

### Agricultura
Per evitar-ne la contaminació algunes ciutats d'Israel utilitzen un sistema de reg amb aigües depurades de les clavegueres urbanes i d'aquesta manera n'aprofiten els nutrients que incorporen als conreus. Una altra experiència semblant es duu a terme a les ciutats italianes pròximes a la desembocadura del riu Po: allí realitzen una agricultura combinada amb la ramaderia, quan els permet prescindir de fertilitzants artificials. Aquest mètode de deixar descansar durant un temps la terra de cultiu disminueix la incidència de plagues i redueix l'ús de pesticides que són substàncies tòxiques, contaminants i responsables de la mort de molts peixos. Aquest exemple d'una agricultura ecològica són importants; és un procediment que frena els abocaments per tornar-li a la mar l'equilibri mediambiental.

### Platges
Tots entenem el significat de la bandera blava en una platja; ens indica que no sols l'arena sinó també l'aigua està neta i amb unes condicions d'higiene, saludables per a prendre el bany amb tota tranquil·litat. La Mediterrània estarà neta quan en totes les platges oneja la bandera blava.
En el futur només un desenvolupament sostenible podrà evitar que les aigües d'aqueixa "mar nostra", tan bella i que tant atrau els turistes de tot el món; bressol a més de la cultura catalana, puga seguir pareixent igual de bella per poder gaudir-la. Afortunadament, cada vegada hi ha una major consciència ciutadana dels problemes mediambientals. Fruit d'això són les zones de la costa que reben protecció oficial i són declarades espais naturals verges. Quan es va a una d'aquestes platges, cal ser molt respectuós i reutilitzar i reciclar tants materials com sigui possible.